# 三菱・KE4系・KE6系エンジン
三菱・KE4系・KE6系エンジン（みつびし・KE4けい・KE6けい-）は1963年から1973年まで三菱自動車工業（製造当初は新三菱重工業）によって製造されていた1.0L-2.3Lの直列4気筒ガソリンエンジン（KE4系）および2.0Lの直列6気筒ガソリンエンジン（KE6系）。バルブ駆動方式はすべてハイカムプッシュロッドのOHVを採用しており、自動車用だけでなく一部の産業用エンジンとしても使用されていた。なお、本項では自動車搭載用に限り記述する。

## 概要
自動車用KE系エンジンは大きく分けて5つの系譜が存在する。
1. トラック用5.3L直列4気筒ディーゼルエンジンとして開発されたKE5系列。KE5→KE21(5.8L)→KE25
2. ジープ用JH4ジャパンハリケーンエンジンをベースに開発されたディーゼルエンジンのKE3系列。KE31→KE36(3.3L直列6気筒)→KE63(3.5L化)
3. 三菱・コルト1000向けに開発されたガソリンエンジンのKE43・ネプチューン系列。KE43(1L)→KE44(1.1L化)→KE46(1.2L化)→4G4ネプチューンへ発展。
4. 三菱ふそう・ジュピター向けに開発されたディーゼルエンジンから発展したKE41・ジュピター系列。KE41(2.0Lディーゼル)→KE42(2.0Lガソリン化)→KE47(2.3L化)、KE42→KE62(3Lガソリン直列6気筒化)、KE41→KE61(3Lディーゼル直列6気筒化)→KE65(3.5L化)
5. 三菱・デボネア用に開発されたKE64から発展したKE64系列。KE64(2.0L直列6気筒→KE45(三菱・コルト1500用1.5L直列4気筒化)

- 出典は三菱オートギャラリーのエンジン開発史より

### 共通項目
- 構造：4ストローク、直列型
- バルブ数：1シリンダーあたり2バルブ（吸気：1、排気：1）
- 冷却：水冷

## KE42
- 排気量：2.0L (1,995 cc)
- 内径×行程：84.0 x 90.0 mm
- 圧縮比：
- 最大出力：66kW (90PS) / 4,800 rpm
- 最大トルク：57N·m (16kgf·m) /3,000rpm
  - 初搭載車種：キャンター

## KE43
- 排気量：1.0L(977 cc)
- 内径×行程：72.0 x 60.0 mm
- 圧縮比：
- 最大出力：

37 kW (51 PS) / 6000 rpm
40 kW (55 PS) / 6000 rpm
- 最大トルク：
  - 初搭載車種：コルト1000

## KE44
- 排気量：1.1L(1088 cc)
- 内径×行程：73.0 x 65.0 mm
- 圧縮比：
- 最大出力:

42 kW (58 PS)/ 6000 rpm

46 kW (62 PS)/ 6000 rpm (1969-1970 non-Sports Colt 11-F)

54 kW (73 PS)/ 6300 rpm (Twin-carb Super Sports, only in Fastback models)

- 最大トルク：
  - 初搭載車種：コルト1100
  - その他の搭載車種：デリカ（初代）

## KE45
- 排気量：1.5L(1498 cc)
- 内径×行程：85.0 x 66.0 mm
- 圧縮比：
- 最大出力：

51 kW (70 PS)
63 kW (85 PS) (Super Sports, twin SU-carburetors)
- 最大トルク：
  - 初搭載車種：コルト1500

## KE46
- 排気量：1.2L(1189 cc)
- 内径×行程：73 x 71 mm
- 圧縮比：
- 最大出力：49 kW (67 PS) at 6000 rpm
- 最大トルク：94 N·m (69 ft·lbf) at 3800 rpm
  - 初搭載車種：コルト1200

## KE47
- 排気量：2.3L(2315 cc)
- 内径×行程：85 x 102 mm
- 圧縮比：8.0:1
- 最大出力：95ps/4500rpm
- 最大トルク：17.5kg-m/2800rpm
  - 初搭載車種：ジープ
  - その他の搭載車種：ローザ 、キャンター

## KE64
- 排気量：2.0L(1991 cc)
- 内径×行程：80 x 66 mm
- 圧縮比：
- 最大出力：78 kW (106 PS) at 5000 rpm
- 最大トルク：163 N·m (120 ft·lbf) at 3400 rpm
  - 初搭載車種：デボネア（初代）1964-1970